# I-Jet Media
i-Jet Media — компания, специализировавшаяся на издании и распространении социальных онлайн игр (для массовой аудитории). В настоящее время компания занимается онлайн рекламой. Известная игра компании — «Счастливый фермер».

## История компании
Компания i-Jet Media создана в 2005 году. Алексей Костарев и Дмитрий Шубин познакомились в 1999 году — один предложил другому ввязаться в MLM-систему торговли биологически активными добавками. Затем вместе пытались организовать несколько мелких бизнесов — поставка оборудования уральским сотовым операторам, предоставление доступа в интернет. В 2005 года партнеры решились рискнуть — вложили все средства в разработку компьютерных игр. Первую свою игру разрабатывала в течение двух лет — Maffia new, ежемесячная аудитория которой превысила 500 тысяч человек в России.
В 2007 году игра Maffia new была выпущена на площадке rambler.ru. В том же году вышли «Time to enforce», «Реальные войны», «Стальные гиганты».
В 2008 году после выхода первых в мире социальных игр в социальной сети Facebook, открывается офис компании в Кремниевой долине (Калифорния, США).
В 2009 году компания начинает сотрудничество с китайским разработчиком игр Elex Technologies: i-Jet Media издает их игры в российских социальных сетях, в первую очередь, ВКонтакте.
В апреле 2009 года i-Jet Media выпустила игру «Счастливый фермер», которая стала настоящим прорывом: меньше чем за год игра набрала аудиторию около 10 миллионов человек и заработала $ 20 млн. Это до сих пор рекорд Рунета.
По итогам 2009 года «Счастливый фермер» получил премию Google Тренд в номинации «Игра года». В том же году был открыт офис компании в Пекине.
В 2010 году игры i-Jet Media первыми появились в сети Одноклассники.ру и начали экспортироваться в европейские социальные сети: Эстонии, Финляндии, Германии, Польши. В мае компания запустила игру «Веселая Ферма. Соседи» совместно с ведущим международным издателем и дистрибутором казуальных игр Alawar Entertainment. Летом этого же года компания стал выпускать игры на российском Facebook и в крупнейшей европейской сети Netlog.com (более 150 млн посещений ежемесячно). Кроме того было подписано соглашение о стратегическом сотрудничестве с ведущим американским разработчиком социальных игр Playdom (en) .
Издатель активно развивает мобильное направление, запуская мобильные версии игр в крупных социальных сетях России. В июле 2010 года i-Jet Media и мобильная социальная сеть Spaces создали игровой раздел, пользователями которого в первый же день стало более 25 тысяч человек.
На сегодняшний день компания — лидер рынка онлайн игр для социальных сетей в России, странах СНГ и Восточной Европы. Всего в портфолио издателя 40 игровых проектов от разных разработчиков, запущенных в 20 социальных сетях по всему миру, а также более 50 млн зарегистрированных пользователей. В 2009 году инвесторы оценили капитализацию компании в $100 млн.
В августе 2011 году i-Jet Media запускает новую технологическую платформу iJetConnect. Через месяц тестирования новой платформы руководство компании приняло решение о выведении из своего состава студий разработки в Челябинске и Екатеринбурге — для того, чтобы сосредоточиться на развитии дистрибуции через платформу iJetConnect.
В марте 2012 года i-Jet Media распадается, сокращает всех сотрудников. В компании остается только 3 человека — соучредители, которые переключают деятельность компании на рекламу в социальных сетях.